# هالبرت أوين وودورد
هالبرت أوين وودورد (بالإنجليزية: Halbert Owen Woodward)‏ هو قاضي ومحامي وضابط أمريكي، ولد في 8 أبريل 1918 في كولمان في الولايات المتحدة، وتوفي في 2 أكتوبر 2000.